# رود چپتسا
رود چپتسا (انگلیسی: Cheptsa) یک رودخانه در استان کیروف کشور روسیه است.